# Dorcadion zhaisanicum
Dorcadion zhaisanicum là một loài bọ cánh cứng trong họ Cerambycidae.